# Cromió

Mapa de l'istme de Corint on s'aprecia la possible ubicació de Cromió

Cromió és el nom d'una antiga ciutat grega, que segons l'època pertangué a Coríntia o a Megaris.
Era una ciutat riberenca del golf Sarònic. S'ha proposat que podria correspondre a la localitat actual d'Hagioi Theódoroi, a uns 26 km de l'antiga Corint.
El fundador epònim va ser-ne Crom, fill de Posidó. La mitologia situa ací l'episodi de la mort de la truja Fea a mans de Teseu.
Hi feu una campanya el polemarca Praxites d'Esparta, el 390 ae: ocupà Cromió i la veïna Sidunt. Després deixà guarnicions en ambdues fortificacions, però Ifícrates d'Atenes s'apoderà posteriorment d'aquests llocs.
El Periple de Pseudo-Escílax assenyala que pertanyia als corintis, igual que Sidunt.